# Constantino Huitzimengari
Constantino Bravo chirino (1554 – 1620, aproximadamente) fue un noble indígena de Michoacán.

## Vida
Era hijo ilegítimo del gobernador de Michoacán, Antonio Huitzimengari, y nieto del último irecha de Michoacán, don Francisco Tangáxoan Tzintzicha. Su madre fue Ana Ocelo, una noble perteneciente a los nahuas de Michoacán. 
Estuvo casado en Pátzcuaro, pero de su esposa solamente se sabe que se llamaba Luisa. Volvió a casarse en 1607 con la cacica doña Agustina de Chilapa, descendiente de los tlatoanis de Texcoco y viuda del cacique y gobernador de Coyoacán, Felipe de Guzmán Ixtolinque.
Se le atribuye la paternidad de Francisco, Bartolomé y Alonso Tzama, así como de don Gerónimo de Garfias Caltsontsin Huitzimengari. Fue padre de don Antonio Huitzimengari Bravo Caltsontsin, quien le sucedió en el cacicazgo.
No hay datos sobre su juventud, pero debió recibir una educación formal, puesto que sabía leer y escribir en tarasco, nahuatl y español.

## Actuación pública
Fue nombrado en 1586 cacique de Pátzcuaro, lo cual en esta época implicaba ser gobernador vitalicio del cabildo de indios. Luego de ser acusado de múltiples irregularidades por sus enemigos, fue sustituido en el gobierno en 1596. Volvió, sin embargo, a ser gobernador entre 1604 y 1607, año este último en que fue desplazado del poder por don Luis de Castilleja Puruata.
Huitzimengari se trasladó al valle de México, donde fue gobernador de los cabildos indios de Coyoacán (1607, 1613, 1624) y Xochimilco (1609 y 1612). 
Tuvo muchos bienes heredados de su padre y de su segunda esposa, así como pensiones y honores del gobierno virreinal. Fue benefactor del Hospital Real de Indios de la Ciudad de México, donde construyó una capilla para dar atención espiritual a los tarascos.

## Obras
Fue informante del historiador texcocano Fernando de Alva Ixtlilxóchitl.
Se le atribuyen unas “Memorias del reino de Michoacán” y un mapa de Michoacán, en lienzo de algodón. En una información judicial que levantó en 1594 aseguró que los límites del antiguo reino michoacano llegaban hasta Xichú, Ixtlahuaca, Tepalcatepec y Culiacán.  Estos límites fueron aceptados por varios autores, como el erudito Lorenzo Boturini y el cronista franciscano, fray Pablo de la Concepción Beaumont, pero son considerados inexactos por Manuel Orozco y Berra y la mayor parte de los historiadores posteriores.